# How to go
「How to go」（ハウ・トゥー・ゴー）は、School Food Punishmentの7枚目のシングル。2011年12月7日にEpic Recordsから発売された。

## 概要
2ndアルバム『Prog-Roid』発売後初のシングルであり、同バンドの最後のディスコグラフィ作品である。
表題曲の「How to go」は、フジテレビ系「ノイタミナ」枠のアニメ『UN-GO』の主題歌であり、楽曲の制作に際し、同作監督の水島精二と曲の内容について議論を重ねたという。「How to go」の名の通り、楽曲完成までにメンバー全員が背負い込んだ心情や「ノイタミナ」に対する考えなどが詰め込まれている。
ミュージック・ビデオは田向潤が手掛けており、民族衣装を纏いフェイスペインティングを施したダンサーの周囲に20本のLEDの柱が配置され、その外部でメンバー自身も目隠しをしながら演奏するという奇抜な内容になっている。
カップリングには、イエロー・マジック・オーケストラの「君に、胸キュン。」のカバーが収録される。

## 収録曲
（全編曲：江口亮）

### CD
初回限定盤
1. How to go [3:45]
作詞：内村友美・江口亮、作曲：School Food Punishment・江口亮
  - フジテレビ系アニメ『UN-GO』オープニングテーマ
2. 帰る [4:29]
作詞：内村友美、作曲：School Food Punishment
3. 君に、胸キュン。 -浮気なヴァカンス- [5:12]
作詞：松本隆、作曲：細野晴臣・坂本龍一・高橋幸宏
4. How to go(Instrumental)

通常盤
1. How to go
2. 帰る
3. 君に、胸キュン。 -浮気なヴァカンス-

期間生産限定生産盤
1. How to go
2. 帰る
3. 君に、胸キュン。 -浮気なヴァカンス-
4. How to go -Anime Edit-

### DVD
1. How to go -music video-（初回限定盤、期間生産限定盤）
2. 「UN-GO」オープニング映像（期間生産限定盤）